# Gaëtane Breton
 (janvier 2014).
Si vous disposez d'ouvrages ou d'articles de référence ou si vous connaissez des sites web de qualité traitant du thème abordé ici, merci de compléter l'article en donnant les références utiles à sa vérifiabilité et en les liant à la section « Notes et références ».
Gaëtane Breton (née le 28 juin 1951 à Sainte-Hénédine dans la province de Québec (Canada) - ) est une chanteuse et une comédienne québécoise qui s'est surtout fait connaître pour son interprétation de chansons traditionnelles et historiques du Québec.
Au cours de sa carrière, elle a enregistré six disques, un CD et un livre-CD.

## Biographie
Elle est originaire d'un village de Beauce-Nord.
En 1974, elle fait ses débuts avec Richard Cyr dans le duo Breton-Cyr qui est devenu l'un des principaux groupes de musique traditionnelle du Québec. Richard Cyr est décédé en 2004 à l’âge de 48 ans. Cette formation aura duré 15 ans.  
Au début des années 1990, Gaëtane fait d'abord cavalier seul pour ensuite former le trio de chanteuses traditionnelles Les Grondeuses. Dans les années 2000, elle redirige sa carrière solo vers la vulgarisation de l’histoire du Québec à l’époque de la Nouvelle-France, s’adressant à un large public incluant adultes et enfants.  
Elle collabore avec Gilles Plante, le directeur de l'Ensemble Claude-Gervaise, reconnu comme un expert de premier plan de la musique de la Nouvelle-France et Jacques Lacoursière, un  historien spécialiste de l'histoire du Québec. 
Gaëtane Breton produit par la suite Les aventures de Samuel de Champlain (l'histoire de la fondation de la ville de Québec) qui est associé à un livre-CD aux Éditions Planète rebelle et La fondation de Montréal en chansons, ainsi que d'autres spectacles à thèmes historiques. Elle a reçu le Prix Aldor en 2012 pour l’ensemble de sa carrière et pour la vulgarisation des traditions québécoises. 
Elle est aussi productrice de spectacles pour les enfants ayant pour thèmes : contes, chansons traditionnelles, chansons historiques, en plus de présenter des conférences.

## Discographie Gaëtane Breton
- 2014 : livre-CD sur la fondation de Montréal (en préparation)
- 2008 : livre-CD Les aventures de Samuel de Champlain aux Éditions Planète rebelle avec l’Ensemble Claude-Gervaise et le guitariste Michel Robidoux (4,000 exemplaires vendus).
- 2006 : sortie en France d’un livre-CD (4 chansons) destiné aux écoles primaires, références : Fuzeau.com
- 2000 : Sur les traces de Poiléplume avec Gaëtane Breton (CD pour enfants), distribution Fusion III, disques Tout Crin

## Discographie Breton-Cyr
- 2006 : Anthologie Breton-Cyr, Les Productions XXI-21, 2 1487, Distribution SRI (Disque CD)
- 2004 : Le coffret (CD) Breton-Cyr, L’Intégrale, Les Productions XXI-21, 2 1487, Distribution SRI
- 1981 : Breton-Cyr, Modulation MN-33003, Les disques Modulation ltée
- 1978 : Breton-Cyr chante et raconte pour les enfants (en nomination à l’ADISQ), P.L. inc., PT-27101, Les Productions Libres inc.
- 1978 : Le temps qu’il fait par ici (en nomination à l’ADISQ), FO-1782 – Les productions Libres inc.
- 1977 : Les mots impossibles à oublier, Telson, AE 1508, Discotel ltée.
- 1976 : Parlez-moé pu, Label 36 FH 36001, Productions F.H. inc.
- 1974 : Reflets de la tradition québécoise, Opus 242 Opus distribution inc.